# Luulunsaari
Luulunsaari är en ö i Finland. Den ligger i sjön Leppävesi och i kommunen Laukas i den ekonomiska regionen  Jyväskylä ekonomiska region  och landskapet Mellersta Finland, i den centrala delen av landet, 240 km norr om huvudstaden Helsingfors. Öns area är 3,6 hektar och dess största längd är 450 meter i nord-sydlig riktning.